# Майкъл П. Мърфи
Майкъл Патрик Мърфи (на английски: Michael Patrick Murphy) е лейтенант от военноморските сили на САЩ. Той служи в специалните части (SEAL) в Пърл Харбър. За неговата проява по време на операцията Red Wing срещу високопоставен шеф на талибаните в Кунар, в близост до границата с Пакистан, той получава през октомври 2007 г. посмъртно медал на честта, най-високото отличие на военните сили на САЩ.